# واگن لوئیس
واگن لوئیس (انگلیسی: Vaughan Lewis؛ زادهٔ ۱۷ مهٔ ۱۹۴۰ ‏(۸۴ سال)) سیاست‌مدار اهل سنت لوسیا است. وی از ۲ آوریل ۱۹۹۶ تا ۲۴ مه ۱۹۹۷ نخست‌وزیر این کشور بود.